# 九洲江
九洲江是一条流经广东、广西两省的河流，发源于广西陆川县沙坡镇秦镜村的文龙径，流经广西博白县，在广东廉江市流入北部湾。九洲江全长162公里，流域面积达3337平方公里。九洲江的中下游建有一个大型的水库——鹤地水库。